# Ighombwe
Ighombwe ist ein Verwaltungsbezirk (englisch Ward) des Distrikts Ikungi in der tansanischen Region Singida.

## Geografie
Ighombwe ist ein Bezirk im nördlichen Zentralteil von Tansania etwa 60 Kilometer Luftlinie westlich der Regionshauptstadt Singida. Bei der Volkszählung 2022 lebten 26.508 Menschen in 3844 Haushalten auf einer Fläche von 1020 Quadratkilometern.
Der Bezirk grenzt im Norden an den Distrikt Iramba und sonst an Bezirke des Distrikts Ikungi:
| Mwaru    | Ndulungu                                    | Mtunduru |
| Mgungira | Kompassrose, die auf Nachbargemeinden zeigt | Minyughe |
|          | Iyumbu                                      | Makilawa |

## Gliederung
Der Bezirk besteht aus vier Gemeinden (swahili Mtaa) mit 13 Orten (Kitongoji):
| Msosa - Msosa - Mshungula | Ighombwe - Shuleni Mgunguli - Mughanga - Mkwajuni - Luseseko - Makhonda | German - Mfumbualumba - Iguguli - Bunku - Igunguli | Makhonda - Makhonda A - Makhonda B |

## Wirtschaft und Infrastruktur
- Landwirtschaft: Im Bezirk werden 26.000 Rinder, 13.000 Ziegen, 8000 Schafe und 30.000 Hühner gehalten (Stand 2015).[8]
- Bildung: Die Ighombwe Secondary School ist eine staatliche weiterführende Tagesschule mit einer Ausbildung bis zur 4. Stufe.[9] Außerdem gibt es vier Grundschulen in Ighombwe.[10]
- Gesundheit: Im Bezirk liegen zwei staatliche Apotheken.[11][12]